# Guldsjöborrekaktus
Guldsjöborrekaktus  (Echinopsis haematantha) är en mångformig art i familjen kaktusväxter från norra Argentina. Arten har pålrot. Stammarna är klotformiga eller något tillplattade med 12–15 ribbor, solitära eller bildar grupper.  Areoler runda, vita. Taggar gula till mörkt bruna eller svarta, centraltaggar 1–4, oliklånga kraftiga, ofta krokformade, till 6 cm långa. Radiärtaggar 10–12, fina, nållika, tillplattade mot stammen, till 1,2 cm långa. Blommor kort trattlika, gula till orange eller purpur, 3–4 cm i diameter. 
Många varieteter har beskrivits, men arten är dåligt utforskad och någon konsensus kring systematiken finns inte.
Namnet haematantha (grek.) betyder blodblomma.
Guldsjöborrekaktusen är en lättodlad krukväxt som skall placeras i full sol under hela året. Vattnas cirka en gång per vecka april-maj till oktober. Vid mycket varm väderlek kan mera vatten ges. Ge kvävefattig gödning i små doser. Övervintras svalt och torrt under november-mars. Temperaturen bör ligga på 10 °C. Utan sval vintervila blommar inte kaktusen.

## Synonymer
Arten är varationsrik och många synonymer förekommer i handeln och i kaktuslitteraturen.
| - Echinocactus haematanthus Speg. 1905 - Lobivia haematantha (Speg.) Britton & Rose 1922 - Lobivia kuehnrichii Fric 1931 - Hymenorebutia kuehnrichii (Fric) F.Ritter 1980 - Echinopsis kuehnrichii (Fric) H.Friedrich & Glaetzle 1983 - Echinopsis haematantha ssp. kuehnrichii (Fric) J.G.Lambert 1998 - Lobivia drijveriana Backeb. 1933 - Hymenorebutia drijveriana (Backeb.) F.Ritter 1980 - Lobivia elongata Backeb. 1957 - Echinopsis elongata (Backeb.) H.Friedrich & Glaetzle 1983 - Echinopsis haematantha ssp. elongata (Backeb.) J.G.Lambert 1998 | - Lobivia mirabunda Backeb. 1957 - Lobivia hualfinensis Rausch 1968 - Echinopsis hualfinensis (Rausch) H.Friedrich & Glaetzle 1983 - Echinopsis haematantha ssp. hualfinensis (Rausch) J.G.Lambert 1998 - Lobivia amblayensis Rausch 1972 - Echinopsis amblayensis (Rausch) H.Friedrich 1974 - Echinopsis densispina var. amblayensis (Rausch) J.G.Lambert 1998 - Lobivia chorrillosensis Rausch 1974 - Echinopsis haematantha ssp. chorrillosensis (Rausch) J.G.Lambert 1998 - Lobivia haematantha var. jasimanensis Rausch 1987, - Echinopsis haematantha ssp. jasimanensis (Rausch) J.G.Lambert 1998 |